# Сун Цін
Сун Цін, друге ім'я - Чжусан (кит. спр. 聂士成, піньїнь: Sòng Qìng , уейд-джайлз Sung Ch'ing (1820-1902) — китайський генерал, який служив імперському уряду під час Першої китайсько-японської війни та Боксерського повстання.

## Біографія
Народився в 1820 в місті Пенлай, провінція Шаньдун. Склавши імператорські іспити на бюрократичні посади, призначений мировим суддею на територію, яка зараз називається Бочжоу в провінції Аньхой.
Під час повстання няньцзюней (1852-1868) очолив місцеву армію проти повстанців у південній провінції Хенань та північній провінції Аньхой.
У 1862 йому присвоєно звання генерала та звання Батуру. Пізніше він приєднав свої сили до Хуайської армії і допомагав Сенгерінчену у придушенні повстання тайпінів, а згодом (1869) брав участь у придушенні Дунганського повстання під командуванням Цзо Цзунтана.
З 1880 працював під керівництвом Лі Хунчжана, наглядаючи за захистом Маньчжурії від Російської імперії, а з 1882 знаходився в стратегічному порту Лушунькоу, де базувався Бейянський флот, але за десятиліття, поки він знаходився там, мало що зробив для посилення свого захисту або покращення підготовки своїх людей. Після поразки Цин у битві при Пхеньяні у Першій китайсько-японській війні Лі Хунчжан призначив Суна своїм заступником командувача і поклав на нього відповідальність за захист переправи через річку Ялу. Однак це призначення було непопулярним серед його солдатів, які прирівнювали його мляву поведінку до боягузтву і які у великих кількостях дезертували до і під час битви при Цзюляньчен. Після цього Сун допомагав віце-королю Лю Куньї в такій же катастрофічній битві при Інкоу.
Після війни, в 1898, направлений в гарнізон Цзіньчжоу в провінції Ляонін. Він брав участь у придушенні Боксерського повстання 1900, борючись з армією союзників у битві при Янцуні.
Помер від хвороби в Пекіні в 1902.